# تشاة شولي (مقاطعة فراشبند)
تشاة شولي (بالفارسية: چاه شولی) هي قرية تقع في قسم آويز الريفي في إيران. يقدر عدد سكانها بـ 379 نسمة بحسب إحصاء 2016.